# Charles Lemonnier
Charles Lemonnier (* 17. November 1806 in Beauvais; † 3. Dezember 1891 in Paris) war ein französischer Manager, Publizist und früher Vertreter der Friedensbewegung.

## Leben
Charles Lemonnier wurde in eine Arztfamilie geboren. Seine Schulausbildung absolvierte er am Lycée Louis-le-Grand in Paris. Im Alter von 21 Jahren trat er eine Stelle als Philosophielehrer in Sorèze an. Dort lernte er seine spätere Ehefrau Elisa Grimailh (1805–1865) kennen.
Als sich 1824 alle Lehrer öffentlich zur katholischen Konfession bekennen sollten, lehnte Lemonnier dies, obwohl selbst katholisch, ab. Er gab seinen Lehrerposten auf und begann in Toulouse ein Studium der Rechtswissenschaften. In diesen Zeitraum fallen seine ersten journalistischen Arbeiten. 1829 setzte er seine Jurastudien in Paris fort und kam dort in Kontakt zur frühsozialistischen Bewegung des Saint-Simonismus. Als er ein Jahr später zurück nach Toulouse ging, wurde er dort zu einem prominenten Vertreter des Saint-Simonismus. 1831 heiratete er Elisa Grimailh. Zeitweilig war er in Toulouse Chefredakteur der Zeitung France Méridionale. 1834 beendete er seine Studien und begann in Bordeaux als Anwalt zu arbeiten.
1845 wurde er auf Betreiben der Brüder Pereire Vorstandsmitglied der Eisenbahngesellschaft Compagnie des chemins de fer du Nord, gab kurz darauf seine Anwaltstätigkeit auf und siedelte mit seiner Familie nach Paris über. 1852 wurde er Mitglied in der Geschäftsführung der ebenfalls von den Pereires gegründeten Bank Société Générale du Crédit Mobilier und Generalsekretär der Bank Crédit Immobilier.
Parallel wurde Lemonnier von 1852 an verstärkt publizistisch aktiv. So übernahm er die Leitung des Journal des tribunaux de commerce. 1854 gehörte er zu den Gründern der liberalen und antiklerikalen Zeitschrift Revue philosophique et religieuse, die drei Jahre lang bestehen sollte. 1859 gab er eine Sammluing mit Texten von Henri de Saint-Simon heraus und von 1862 an arbeitete er an der in Nantes erscheinenden, republikanisch ausgerichteten Zeitschrift Phare de la Loire mit. Dort befasste er sich vor allem mit Themen der Außenpolitik.
Nach dem Tod seiner Ehefrau 1865 wurde Lemonnier zudem unmittelbar politisch aktiv. Dabei setzte er sich vor allem für den Frieden zwischen den Nationen und eine europäische Föderation ein. Leitlinien waren ihm dabei die Ideen, die Immanuel Kant in seinem Werk Zum ewigen Frieden formuliert hatte. Lemonnier forderte verbindliche Rechtsregeln zum Verhältnis zwischen den Staaten und ein europäisches Parlament zur Konfliktbeilegung.
Vor dem Hintergrund der Luxemburgkrise gehörte er zu den Organisatoren eines Friedenskongresses in Genf. Der daraus hervorgehende Ligue Internationale de la Paix et de la Liberté diente er zunächst als Vizepräsident und von 1871 an als Präsident. Die ebenfalls im Rahmen des Kongresses gegründete Zeitschrift Les États-Unis dʼEurope leitete er von 1872 bis zu seinem Lebensende als Chefredakteur. Im gleichen Jahr veröffentlichte er eine ebenfalls Les États-Unis dʼEurope überschreibene Monografie, in der er seine Vorstellungen zur Vereinigung Europas zusammenfasste, die sich an den staatlichen Strukturen der Schweiz und der USA orientierten.